# Satire

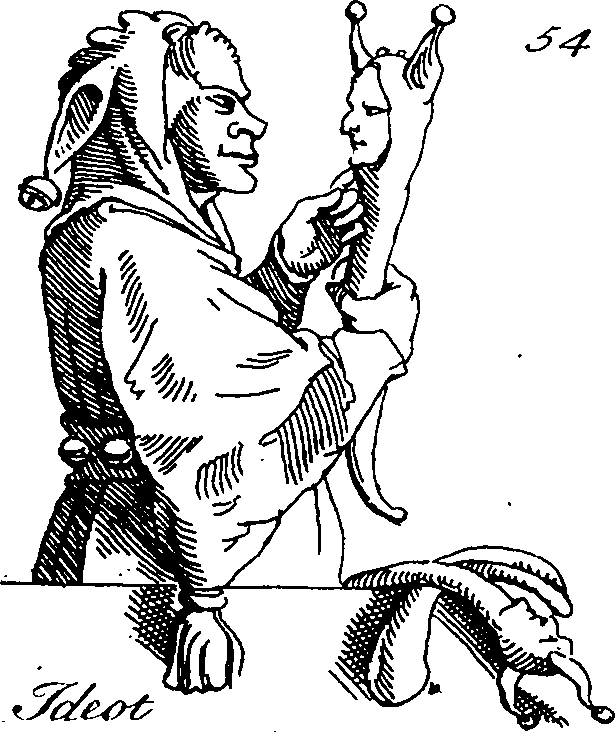
Illustratie uit het boek Lof der zotheid van Desiderius Erasmus.

Een satire is een kunstvorm waarbij vaak op humoristische wijze maatschappijkritiek of kritiek op personen wordt gegeven. De kritiek kan geleverd worden via parodie, ironie, sarcasme, pastiche en karikatuur. De doelwitten kunnen personen, politici, tradities, religie, kunstenaars, entertainers, media, normen, waarden, trends zijn. Niet alle satire is uitsluitend humoristisch bedoeld. Sommige satires zijn zo agressief en scherp dat ze vooral willen provoceren of tot actie aanzetten. Hierom zijn door de geschiedenis heen veel satirici vervolgd door de overheid.

## Etymologie
Het woord 'satire' is, hoewel dit vaak wordt gedacht, niet afgeleid van de klassieke satyr, maar van lanx satura, wat staat voor een schaal met gemengde vruchten. Dit verwijst naar de eeuwenoude associatie van satire met het consumeren van voedsel voor de geest (ab ovo usque ad mala = "vanaf het ei tot de appels", een Latijnse uitdrukking die ongeveer betekent: "van begin tot eind") en met het vermengen van verschillende genres en stijlen. Satire wordt ook weleens geassocieerd met de geneeskunde, waarbij de satiricus als een arts de maatschappij tracht te "genezen".

## Vormen van satire
Satire kan verdeeld worden in twee vormen:
- 'Horatiaans', vernoemd naar de Romeinse dichter Horatius, duidt op lichte satire die vooral bedoeld is om op geestige wijze spot te drijven met de dwaasheid van de maatschappij. Een bekend voorbeeld is Desiderius Erasmus' Lof der Zotheid.
- Een meer harde, scherpe, bijtende vorm van satire wordt 'juvenaliaans' genoemd, naar de Romeinse dichter Juvenalis.[1][2] Hierbij wordt op agressieve en cynische wijze kritiek geleverd, met de bedoeling het publiek tot denken of actie aan te zetten. Het humoristische aspect is hierbij soms minder belangrijk. Een bekend voorbeeld is George Orwell's Animal Farm.

## Satire in Nederland
Satirische websites zijn onder meer De Speld, Nieuwspaal en Kanaän Courant (satirisch christelijk nieuws)

### Geschiedenis

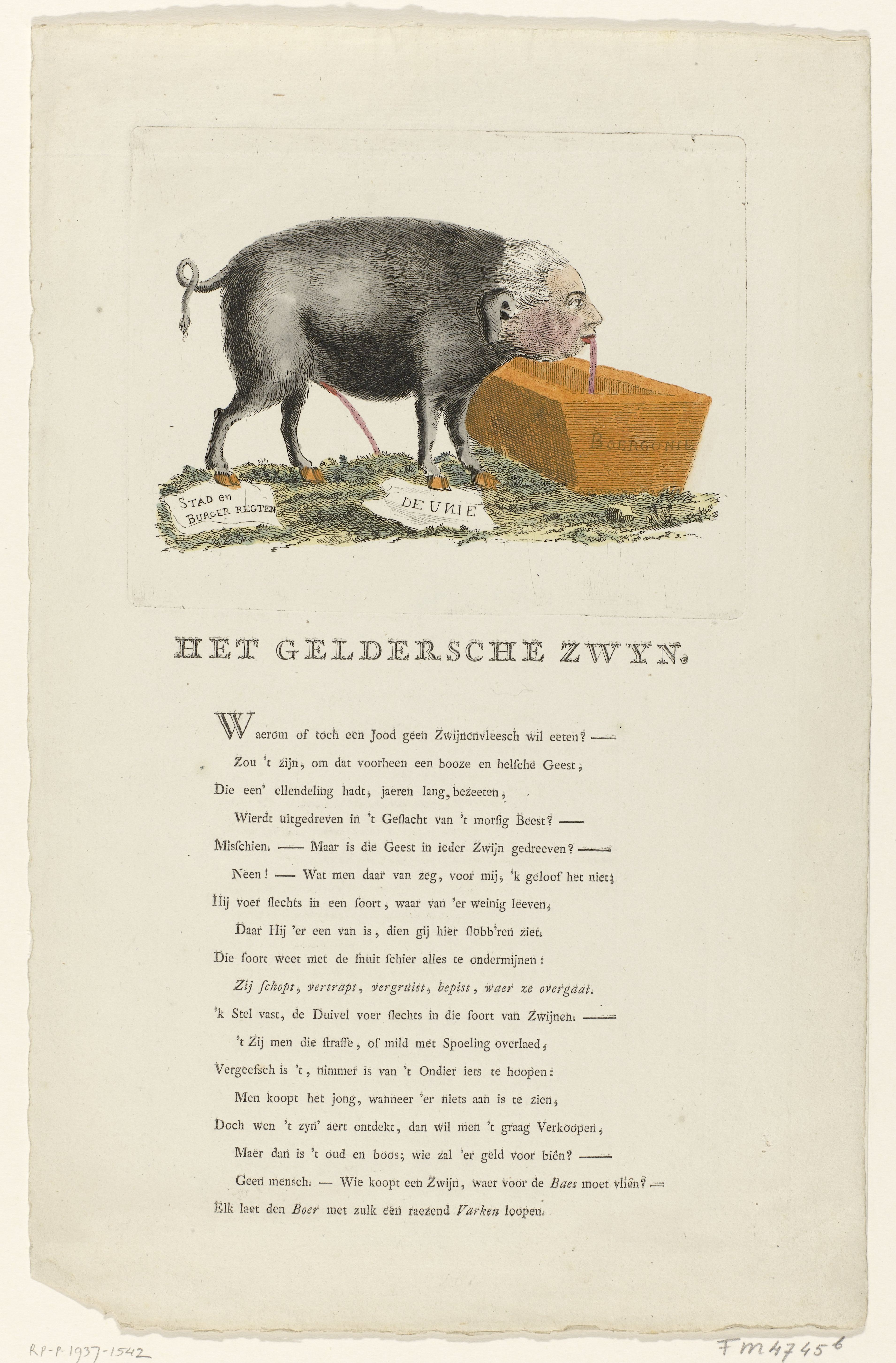
Spotprent Het Geldersche Zwyn, waarin Willem V als een zwijn wordt afgebeeld. (1786)

Satire is in Nederland al eeuwenlang een populaire vorm van vermaak en spot. Al in de middeleeuwen was satire een populair genre voor schrijvers om de macht te bespotten. Het bekendste voorbeeld van satire in Nederland is het boek Lof der zotheid van de filosoof en humanist Desiderius Erasmus. In het boek wordt met name de Katholieke Kerk bespot, vanwege haar heiligenverering, monnikenwezen en aflaathandel. Erasmus wilde met zijn kritiek op de Kerk aantonen dat de Kerk alleen aan zichzelf denkt en niets geeft om de gewone mensen. Naast de Kerk worden ook kooplieden, vorsten en wetenschappers in Erasmus' werk belachelijk gemaakt, ook met het idee dat ze alleen aan zichzelf dachten.
Een ander voorbeeld van satire is het dierdicht Van den vos Reynaerde dat gebaseerd is op het Latijnse gedicht Ysengrimus. Het gedicht gaat over de vos Reinaerd, die gevreesd wordt vanwege zijn misdaden. Op een dag wordt hij voor het hof gedaagd en krijgt hij de doodstraf opgelegd. Maar dankzij een sluwe list, weet hij koning Nobels vertrouwen te winnen en krijgt Reinaerd gratie. Zo weet Reinaerd uiteindelijk te vluchten uit het koninkrijk van koning Nobel. Het gedicht is een parodie op de ridderromans, die in de middeleeuwen populair waren in de Nederlanden. Maar in plaats van het goede, wint het kwade in het verhaal. Daarnaast wordt in het gedicht de standenmaatschappij op de hak genomen. De adel, maar vooral de geestelijken, worden belachelijk gemaakt. Zo wordt in het gedicht beschreven dat de adel lui is en niet in staat is goede beslissingen te maken. De geestelijken worden belachelijk gemaakt, door middel van een priester in het verhaal die zich niet aan het celibaat houdt. Vanwege haar satire is Van den vos Reynaerde een bijzonder gedicht, omdat het erg afwijkt van de ridderromans, die in die tijd vaak de norm waren.

In de 17de en 18de eeuw kwamen er verschillende vormen van satire in opkomst. Zo werden er veel liedjes en verhalen geschreven, waar spot in voor kwam. In de 18de eeuw werden spotprenten populair en werden toen vaak gemaakt en verspreid. Voorbeeld hiervan zijn de spotprenten die verspreid werden door de patriotten, een politieke groep die eind 18de eeuw ontstond en streefden naar democratisering in de Nederlandse Republiek. Zij verspreidden verschillende spotprenten van stadhouder Willem V, die zich in hun ogen steeds meer gedroeg alsof hij koning was, terwijl hij dat in feite niet was. Aan de andere kant maakten de aanhangers van Willem V (de prinsgezinden) ook spotprenten van de patriotten, waarin ze afgebeeld werden als ezels. Eind 19de eeuw kwam het cabaret in Nederland. Deze theatrale vorm van satire bedrijven is in Nederland geïntroduceerd door Eduard Jacobs, die het cabaret in Frankrijk ontdekten. Het cabaret is in Nederland nog steeds populair. Cabaretiers die deze vorm overnamen zijn Wim Kan, Freek de Jonge, Youp van 't Hek, Pieter Derks en Peter Pannekoek. In diezelfde periode ontstond het 'Amsterdamsch literair-satirisch studentenweekblad Propria Cures', dat in 1890 werd opgericht en nog altijd verschijnt. Satirische literatuur was in Nederland onder meer terug te vinden in de werken van Godfried Bomans en de stripreeksen Tom Poes en De familie Doorzon.
In de jaren zestig en zeventig van de 20ste eeuw had Nederland diverse spraakmakende televisieprogramma's, waaronder Zo is het toevallig ook nog eens een keer, Hoepla, Farce Majeure, Hadimassa, Het Gat van Nederland. In de jaren tachtig werd televisiesatire vooral vertegenwoordigd door Kees van Kooten en Wim de Bie. Zij werden opgevolgd in de jaren 90 door Jiskefet. In de 21ste eeuw waren er programma's als Kopspijkers en later Koefnoen en Zondag met Lubach (later De Avondshow met Arjen Lubach en LUBACH).
Met name de VPRO en de VARA hebben een traditie in satire. Een bekend satirisch radioprogramma was Cursief van de KRO, dat in de jaren zeventig werd uitgezonden.

## Satire in België
België heeft qua satirische tradities voornamelijk het carnaval van Aalst en de Antwerpse poppentheaters zoals Poesje, die eeuwenlang machthebbers belachelijk maakten. In strips als Kuifje, Suske en Wiske en Nero vinden we soms lichte satire terug. Na de Tweede Wereldoorlog ontstond het rechts-conservatieve krantje 't Pallieterke. Schrijvers als Hugo Claus en Johan Anthierens schreven satirische stukken, voornamelijk tegen de Kerk en politici gericht. Tijdens de jaren zestig en zeventig ontstonden er enkele satirische bladen, waarvan Humo en De Zwijger de bekendste zijn. Op 2 november 2008 werd een nummer van het Vlaamse blad Humo uit de rekken gehaald vanwege een satirisch bedoelde fotomontage in het blad rond de zaak-Koekelberg.
Zanger Jacques Brel zong geregeld met scherpe tong over bepaalde maatschappelijke toestanden die hem aangrepen. In Vlaanderen zelf hadden groepen als De Strangers en Vuile Mong en zijn Vieze Gasten een satirische doorslag.
Satirische televisie was in België amper te zien. Eind jaren zestig, begin jaren zeventig was kortstondig op de BRT het satirische televisieprogramma Magesien te zien. Datzelfde decennium maakte Urbanus de Kerk belachelijk en later ook humanitaire doelen. Tijdens de jaren tachtig liep op de BRT de satirische televisiereeks TV-Touché. Pas in de jaren negentig brak televisiesatire in Vlaanderen echt door, al bleef de satire doorgaans zacht. Komieken als Geert Hoste en Raf Coppens brachten politiek geïnspireerde humor, terwijl series als Buiten De Zone, Alles Kan Beter, In de Gloria en Het Geslacht De Pauw voornamelijk parodieën op andere televisieprogramma's brachten. In de 21ste eeuw laten het televisieprogramma De Ideale Wereld en komieken als Alex Agnew en Michael Van Peel zich ook geregeld door de actualiteit inspireren.

## Parodie
Een satire die de spot drijft met een bestaand kunstwerk heet een parodie of persiflage.